# Domenico Duprà

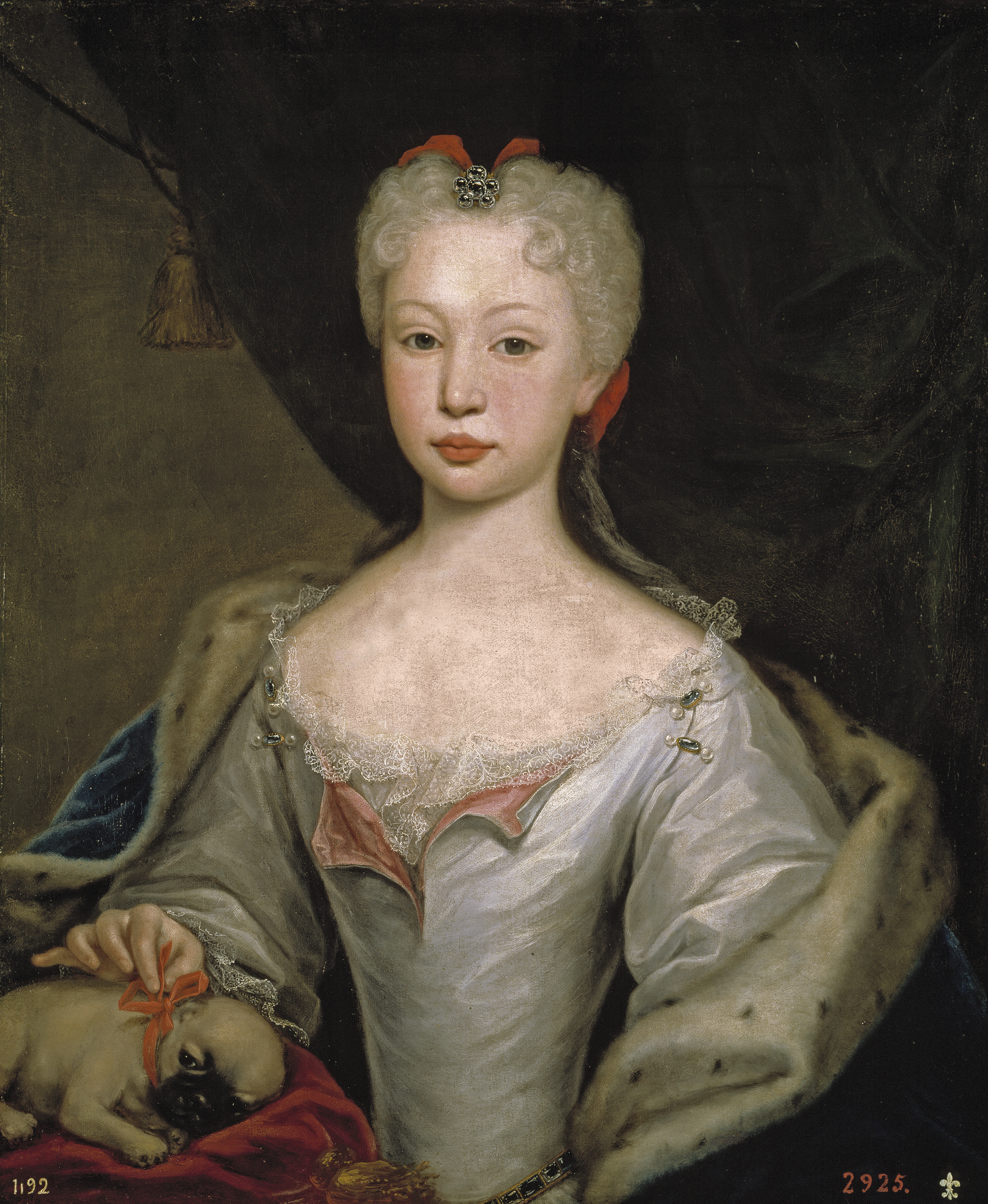
Bárbara de Braganza, reina de España, 1725, óleo sobre lienzo, 75 x 60 cm, Madrid, Museo del Prado.

Giorgio Domenico Duprà (Turín, 1689 - 1770) fue un pintor barroco italiano especializado en el retrato cortesano al servicio de los duques de Saboya, los Estuardo y la corte portuguesa.

## Biografía
Duprà se formó en Roma con Francesco Trevisani. En 1719 se trasladó a Portugal invitado por su embajador en Roma, el marqués de Fontes. En Lisboa entró a trabajar al servicio de Juan V el Magnánimo como pintor de la corte. Estando en Lisboa, en 1725, recibió del embajador de España marqués de Capicciolatro el encargo de retratar al príncipe de Brasil, el futuro José I (Madrid, Palacio Real) y a la infanta María Bárbara de Braganza (Museo del Prado), en el curso de las negociaciones para concertar su matrimonio con el heredero de la corona española, retratos de tonos de color suaves en los que se aprecia la influencia de Louis Michel van Loo y el retrato francés.
Sin dejar de trabajar para la corte lisboeta regresó a Roma en 1730. En la Ciudad Eterna se convirtió en pintor de los Estuardo a los que retrató junto con algunos de los partidarios que los habían acompañado en su exilio y los viajeros del Grand Tour, entre los que se puede recordar el retrato del joven Enrique, duque de York (colección privada) y los retratos de John Drummond, duque de Perth, el del capitán William Hay (1739) y el del doctor John Irwin, médico de los Estuardo, conservados estos en la National Gallery of Scotland. De vuelta a Turín en 1750 trabajó para los duques de Saboya en su Palacio real junto con su hermano menor Giuseppe, también pintor y formado con él en Roma. A este momento corresponde un segundo retrato conservado en el Museo del Prado, el de María Antonia Fernanda, hija del rey de España Felipe V y esposa del futuro duque de Saboya y rey de Cerdeña Víctor Amadeo III, con dos de sus hijas.
Murió en Turín el 21 de febrero de 1770.